# Casto
Casto är en ort och kommun i provinsen Brescia i regionen Lombardiet i Italien. Kommunen hade 1 693 invånare (2018).